# Championnats du monde de taekwondo 2009

Logo officiel de la compétition.

Les Championnats du monde de taekwondo 2009 se sont déroulés du 14 au 18 octobre 2009 à Copenhague (Danemark).
16 épreuves de taekwondo figuraient au programme, huit masculines et huit féminines, et classées par catégories de poids.

## Podiums

### Hommes
| Catégorie                                 | Or                | Argent          | Bronze              |
| ----------------------------------------- | ----------------- | --------------- | ------------------- |
| Poids Fin (–54 kg) résultats détaillés    | Choi Yeon-Ho      | Mahmood Haidari | Chutchawal Khawlaor |
| Poids Fin (–54 kg) résultats détaillés    | Choi Yeon-Ho      | Mahmood Haidari | Meisam Bagheri      |
| Poids mouche (–58 kg) résultats détaillés | Joel González     | Damián Villa    | Hasan Rezai         |
| Poids mouche (–58 kg) résultats détaillés | Joel González     | Damián Villa    | Mauro Crismanich    |
| Poids coq (–63 kg) résultats détaillés    | Yeom Hyo-Seob     | Reza Naderian   | Javier Marrón       |
| Poids coq (–63 kg) résultats détaillés    | Yeom Hyo-Seob     | Reza Naderian   | Cem Uluğnuyan       |
| Poids plume (–68 kg) résultats détaillés  | Mohammad Bagheri  | Idulio Islas    | Servet Tazegül      |
| Poids plume (–68 kg) résultats détaillés  | Mohammad Bagheri  | Idulio Islas    | Balla Dièye         |
| Poids léger (–74 kg) résultats détaillés  | Kim Joon-Tae      | Maxime Potvin   | Mark López          |
| Poids léger (–74 kg) résultats détaillés  | Kim Joon-Tae      | Maxime Potvin   | Mokdad Ounis        |
| Poids Welter (–80 kg) résultats détaillés | Steven López      | Nicolás García  | Rashad Ahmadov      |
| Poids Welter (–80 kg) résultats détaillés | Steven López      | Nicolás García  | Sébastien Michaud   |
| Poids moyens (–87 kg) résultats détaillés | Bahri Tanrıkulu   | Carlo Molfetta  | Vanja Babić         |
| Poids moyens (–87 kg) résultats détaillés | Bahri Tanrıkulu   | Carlo Molfetta  | Yousef Karami       |
| Poids lourds (+87 kg) résultats détaillés | Daba Modibo Keïta | Nam Yun-Bae     | Hossein Tajik       |
| Poids lourds (+87 kg) résultats détaillés | Daba Modibo Keïta | Nam Yun-Bae     | Arman Chilmanov     |

### Femmes
| Catégorie                                 | Or              | Argent             | Bronze                 |
| ----------------------------------------- | --------------- | ------------------ | ---------------------- |
| Poids Fin (–46 kg) résultats détaillés    | Park Hyo-Ji     | Zoraida Santiago   | Buttree Puedpong       |
| Poids Fin (–46 kg) résultats détaillés    | Park Hyo-Ji     | Zoraida Santiago   | Yvette Yong            |
| Poids mouche (–49 kg) résultats détaillés | Brigitte Yagüe  | Anna Soboleva      | Yasmina Aziez          |
| Poids mouche (–49 kg) résultats détaillés | Brigitte Yagüe  | Anna Soboleva      | Wu Jingyu              |
| Poids coq (–53 kg) résultats détaillés    | Danielle Pelham | Sarita Phongsri    | Kwon Eun-Kyung         |
| Poids coq (–53 kg) résultats détaillés    | Danielle Pelham | Sarita Phongsri    | Euda Carías            |
| Poids plume (–57 kg) résultats détaillés  | Hou Yu          | Veronica Calabrese | Andrea Rica            |
| Poids plume (–57 kg) résultats détaillés  | Hou Yu          | Veronica Calabrese | Tseng Pei-Hua          |
| Poids léger (–62 kg) résultats détaillés  | Lim Su-Jeong    | Zhang Hua          | Estefanía Hernández    |
| Poids léger (–62 kg) résultats détaillés  | Lim Su-Jeong    | Zhang Hua          | Chonnapas Premwaew     |
| Poids Welter (–67 kg) résultats détaillés | Gwladys Épangue | Taimí Castellanos  | Sandra Šarić           |
| Poids Welter (–67 kg) résultats détaillés | Gwladys Épangue | Taimí Castellanos  | Nikolina Kursar        |
| Poids moyens (–73 kg) résultats détaillés | Hang Yingying   | Lee In-Jong        | Furkan Asena Aydın     |
| Poids moyens (–73 kg) résultats détaillés | Hang Yingying   | Lee In-Jong        | Anastasia Baryshnikova |
| Poids lourds (+73 kg) résultats détaillés | Rosana Simón    | Liu Rui            | Jo Seol                |
| Poids lourds (+73 kg) résultats détaillés | Rosana Simón    | Liu Rui            | Natália Falavigna      |

## Tableau des médailles
| Rang | Nation         | Or | Argent | Bronze | Total |
| ---- | -------------- | -- | ------ | ------ | ----- |
| 1    | Corée du Sud   | 5  | 2      | 2      | 9     |
| 2    | Espagne        | 3  | 1      | 3      | 7     |
| 3    | Chine          | 2  | 2      | 1      | 5     |
| 4    | États-Unis     | 2  | 0      | 1      | 3     |
| 5    | Iran           | 1  | 1      | 3      | 5     |
| 6    | Turquie        | 1  | 0      | 3      | 4     |
| 7    | France         | 1  | 0      | 1      | 2     |
| 8    | Mali           | 1  | 0      | 0      | 1     |
| 9    | Italie         | 0  | 2      | 0      | 2     |
| 9    | Mexique        | 0  | 2      | 0      | 2     |
| 11   | Thaïlande      | 0  | 1      | 3      | 4     |
| 12   | Canada         | 0  | 1      | 2      | 3     |
| 13   | Afghanistan    | 0  | 1      | 1      | 2     |
| 13   | Russie         | 0  | 1      | 1      | 2     |
| 15   | Cuba           | 0  | 1      | 0      | 1     |
| 15   | Porto Rico     | 0  | 1      | 0      | 1     |
| 17   | Argentine      | 0  | 0      | 1      | 1     |
| 17   | Azerbaïdjan    | 0  | 0      | 1      | 1     |
| 17   | Brésil         | 0  | 0      | 1      | 1     |
| 17   | Taipei chinois | 0  | 0      | 1      | 1     |
| 17   | Croatie        | 0  | 0      | 1      | 1     |
| 17   | Allemagne      | 0  | 0      | 1      | 1     |
| 17   | Guatemala      | 0  | 0      | 1      | 1     |
| 17   | Kazakhstan     | 0  | 0      | 1      | 1     |
| 17   | Norvège        | 0  | 0      | 1      | 1     |
| 17   | Sénégal        | 0  | 0      | 1      | 1     |
| 17   | Serbie         | 0  | 0      | 1      | 1     |

## Classement des équipes
| Rank | Team         | Points |
| ---- | ------------ | ------ |
| 1    | Corée du Sud | 63     |
| 2    | Iran         | 55     |
| 3    | Espagne      | 42     |
| 4    | Turquie      | 41     |
| 5    | États-Unis   | 41     |
| 6    | Mexique      | 40     |
| 7    | Canada       | 29     |
| 8    | Afghanistan  | 28     |
| 9    | Azerbaïdjan  | 25     |
| 10   | Allemagne    | 24     |

| Rank | Team           | Points |
| ---- | -------------- | ------ |
| 1    | Chine          | 64     |
| 2    | Corée du Sud   | 54     |
| 3    | Espagne        | 50     |
| 4    | France         | 38     |
| 5    | États-Unis     | 32     |
| 6    | Taipei chinois | 30     |
| 7    | Russie         | 28     |
| 8    | Thaïlande      | 25     |
| 9    | Canada         | 25     |
| 10   | Turquie        | 24     |

## Sources
- (en) Cet article est partiellement ou en totalité issu de l’article de Wikipédia en anglais intitulé « 2009 World Taekwondo Championships » (voir la liste des auteurs).